# Sonic the Hedgehog (séries télévisées)
Cet article concerne les séries télévisées. Pour la série de jeux vidéo, voir Sonic the Hedgehog. Pour les films dérivés, voir Sonic the Hedgehog (films dérivés). Pour les bandes dessinées, voir Sonic the Hedgehog (bandes dessinées).
Pour les articles homonymes, voir Sonic the Hedgehog (homonymie).
 Pour plus de détails, voir Fiche technique et Distribution
Les séries télévisées Sonic the Hedgehog (« Sonic le hérisson ») sont, comme les films et les bandes dessinées, des aventures distinctes de la plupart des jeux vidéo Sonic et mettent en scène Sonic, la mascotte de Sega (généralement en tant que personnage principal), ou ses compagnons ou adversaires.
Sonic et ses amis luttent contre le Docteur Eggman.

## Origine des séries
Au début des années 1990, Sega établit une stratégie marketing autour des personnages de ses jeux vidéo ayant le plus marché en développant de nombreuses suites. À la suite du succès mondial rencontré par la franchise Sonic, le personnage devient la vedette de nombreux produits intermédiatiques, dont des films, séries télévisées, bandes dessinées, romans, livres-jeux, disques musicaux, figurines et autres produits dérivés réalisés par des divisions de la société japonaise, ou commandés par elles, sur différents continents.

## Liste de séries
- 1993 : Les Aventures de Sonic, réalisée par Kent Butterworth (66 épisodes) ;
- 1993 : Sonic the Hedgehog ou Les Aventures de Sonic, série 2, réalisée par John Grusd, Dick Sebast et Ron Myrick (26 épisodes) ;
- 1999 : Sonic le Rebelle, réalisée par Tom Smith, Marc Boréal, François Hemmen et Daniel Sarriet (40 épisodes) ;
- 2003 : Sonic X, réalisée par Hajime Kamegaki (78 épisodes) ;
- 2014 : Sonic Boom, réalisée par Natalys Raut Sieuzac (104 épisodes) ;
- 2022 : Sonic Prime ;
- 2024 : Knuckles.

## Caméos
Sonic fait également des apparitions dans les séries suivantes :
- Les Simpson : saison 7, épisode 11 (Marge et son petit voleur) ;
- Megas XLR : épisode 18 (un hérisson bleu appelé Ughy a l'apparence de Sonic) ;
- Malcolm : saison 2, épisode 4 (Dîner en ville : les adolescents jouent à Sonic R) ;
- Le Monde incroyable de Gumball : saison 5, épisode 28 (L'Oncle : Ocho dit qu'il a un oncle qui court très vite et l'appelle « le hérisson bleu »).